# Hoffmanniella
Hoffmanniella là một chi thực vật có hoa trong họ Cúc (Asteraceae).

## Loài
Chi Hoffmanniella gồm các loài: